# Sogno ribelle (video)
Sogno ribelle è una raccolta di videoclip del gruppo musicale rock italiano Litfiba, pubblicata nel 1992 dalla Warner Music Italy.

## Il video
Edito per la prima volta nel 1992 in VHS, questo video, ideato dalla "Warner Music Vision", raccoglie i 7 videoclip più popolari realizzati dai Litfiba nel periodo 1985-1992, 3 apparizioni live dai Tour di Pirata (nel 1990) e del più recente "El diablo" (nel 1991) ed infine un'intervista inedita a Piero Pelù e Ghigo Renzulli che parlano della storia della band e delle canzoni incluse in questa raccolta.

## Tracce
1. Cangaceiro - (videoclip) - (Pelù/Renzulli)
2. Tex (remix) - (videoclip) - (Litfiba)
3. Il vento - (live)[1] - (Litfiba)
4. El diablo - (videoclip) - (Pelù/Renzulli)
5. Apapaia - (live)[1] - (Litfiba)
6. Gioconda - (videoclip) - (Pelù/Renzulli)
7. Ci sei solo tu - (live)[2] - (Litfiba)
8. Proibito (remix) - (videoclip) - (Pelù/Renzulli)
9. Eroi nel vento - (videoclip) - (Litfiba)
10. Bambino (nuova versione) - (videoclip) - (Litfiba)